# 리버 사파리
경이로운 강의 세계(영어: River Wonders)는 싱가포르의 동물원으로, 강을 테마로 하고 있다. 12 헥타르 (30 에이커)의 면적이며, 싱가포르 동물원과 나이트 사파리 사이에 있다. 아시아에서 처음으로 강을 테마로 한 동물원으로, 보트 타기를 주요 특징으로 한다. 연간 방문자 수는 약 820,000명이다.
자이언트판다 포리스트는 2012년 11월 29일에 공개되었으며, 이 곳은 싱가포르 동물원, 주롱 새공원, 나이트 사파리와 함께 와일드라이프 리저브스 싱가포르에서 관리한다.